# 대뇌피질 호문쿨루스

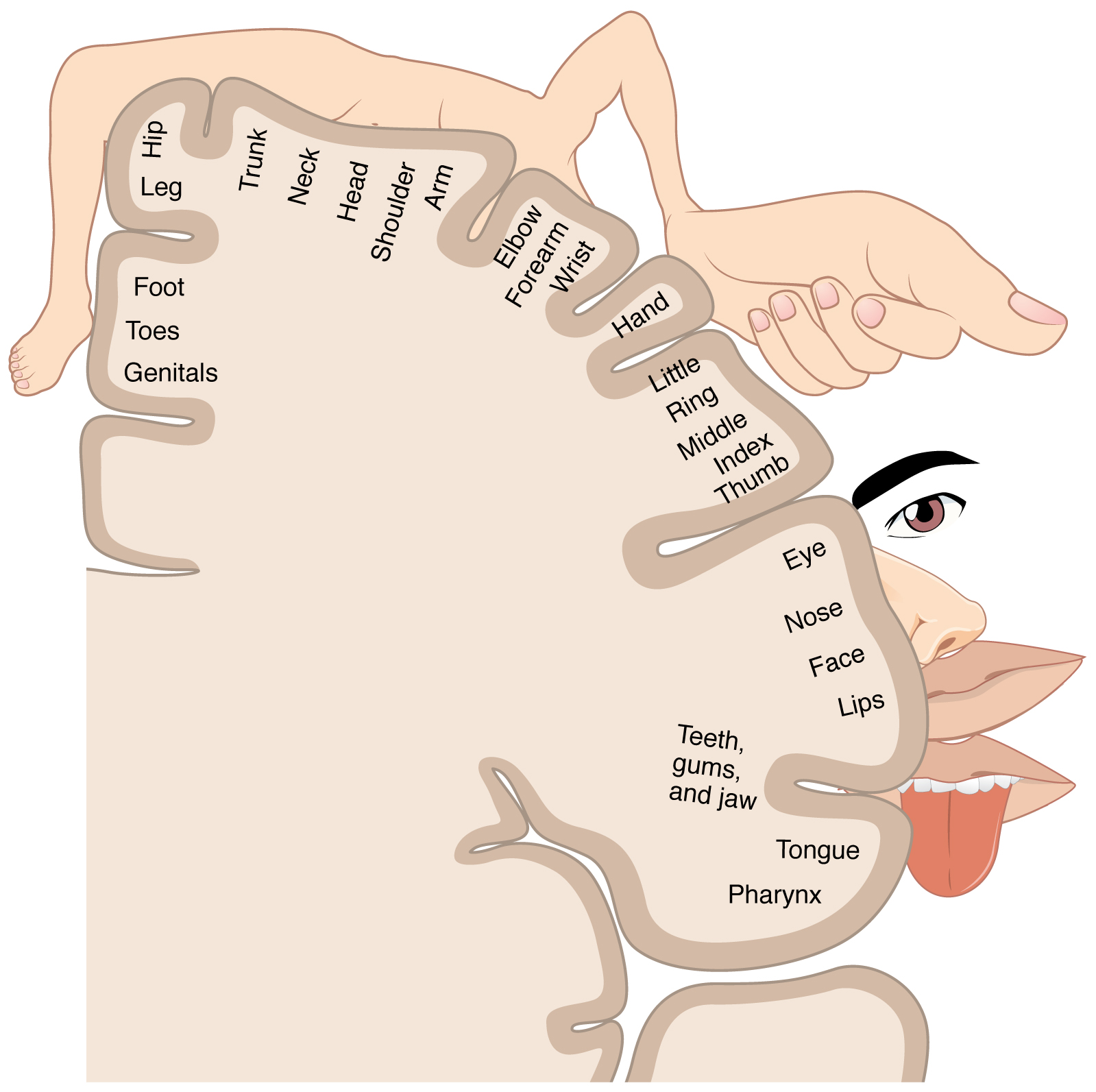
대뇌피질 감각 호문쿨루스 도해

대뇌피질 호문쿨루스(영어: Cortical homunculus), 또는 펜필드의 호문쿨루스(영어: Homunculus of Penfield)는 인간의 대뇌피질을 중심으로 하는 감각신경과 운동신경이 각기 다른 신체부위에 얼마만큼 연관되어 있는지를 크기로 대응시켜 나타낸 모형으로, 각 신체부위가 자극에 대하여 얼마나 민감하게 반응하고 운동을 하는지를 나타낸다. 신경 종류에 따라 감각 호문쿨루스와 운동 호문쿨루스로 나뉘며, 크게 그려진 기관일수록 관여하는 수준이 크다는 것을 나타낸다. 캐나다의 신경외과의사인 와일더 펜필드가 처음 제안했다.

## 같이 보기
- 호문쿨루스
- 몸형태배열
- 척수시상로